# Dark Haul
Dark Haul es un telefilme estadounidense de acción y terror de 2014, dirigido por Colin Theys, escrito por Ben Crane, musicalizado por Erik Blicker y Glenn Schloss, en la fotografía estuvo Benjamin Tyler Knight y los protagonistas son Tom Sizemore, Evalena Marie y Rick Ravanello, entre otros. Este largometraje fue producido por Synthetic Cinema International y se estrenó el 4 de octubre de 2014.

## Sinopsis
Trata acerca de un ser extraordinario de una vieja profecía que aparece en la Tierra. El Servicio Secreto es el único que puede derrotarlo y evitar el apocalipsis.